# 海绵窦
海绵窦（cavernous sinus）是临床上最重要的硬脑膜下腔。它位于头部的蝶骨两侧，因为它内部含有大量的纤维小梁，并在这些纤维小梁间形成空腔从而状如海棉而得名。一些神经和血管经由海绵窦穿出颅部，海绵窦也对其起到了保护与支持作用。